# SUSE Linux

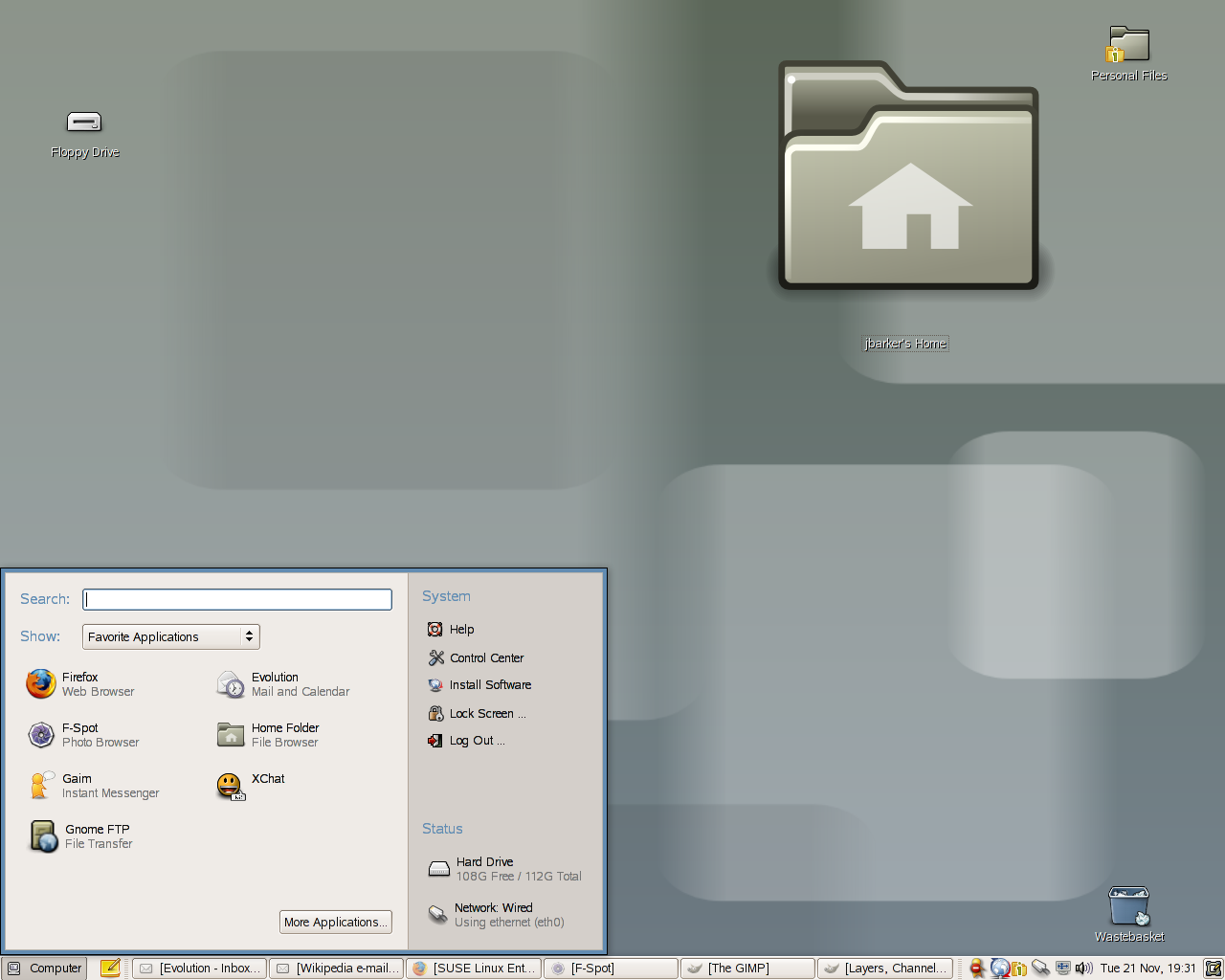
Imagem ilustrativa

SUSE Linux é um sistema operacional(pt-BR) ou sistema operativo(pt-PT?) construído em cima do kernel Linux e distribuído com softwares e aplicativos de outros projetos de código aberto. SUSE Linux é originário da Alemanha e desenvolvido com base na Europa. Sua primeira aparição foi em 1994, sendo uma das mais antigas distribuições de cunho comercial. É conhecido pela sua ferramenta de configuração o YaST.
A empresa Novell comprou a marca SuSE por volta de 2003. A Novell, uma das fundadoras da Open Invention Network, decidiu que a comunidade executava um papel importante em parte do processo de desenvolvimento e abriu a distribuição para contribuidores externos em 2005, criando assim a distribuição openSUSE e o Projeto openSUSE. A Novell contratou cerca de 500 desenvolvedores para trabalhar no SUSE em 2004 Em 27 de Abril de 2011, a Novell(e o SUSE) foram adquiridas pela Attachmate. O grupo Attachmate foi comprado pela Micro Focus Internacional em 2014.

## História

### O Desenvolvimento
Gesellschaft für Software und System Entwicklung mbH (em português: Companhia de Software e Desenvolvimento de Sistemas) foi fundada em 2 de Setembro de 1992, na cidade de Nuremberg, Alemanha por doze fundadores, dentre eles  Roland Dyroff, Thomas Fehr, Burchard Steinbild e Hubert Mantel. Três dos fundadores estudavam matemática na universidade; Fehr já era graduado e começou a trabalhar como engenheiro de software.
A ideia original era a de desenvolver software e prestar suporte a UNIX. De acordo com Mantel, o grupo decidiu fazer a distribuição Linux e oferecer suporte.
O nome "S.u.S.E" foi originalmente um acrônimo em língua alemã para "Software und System-Entwicklung", significando "Software e Desenvolvimento de Sistemas". Entretanto, o nome completo nunca foi utilizado e a companhia sempre foi conhecida como "S.u.S.E", abreviado para "SuSE" e em Outubro de 1998 alterado para "SUSE".
O logo oficial e atual mascote da distribuição é um Camaleão oficialmente nomeado "Geeko"(amálgama de Gecko(lagarto) e geek). O seu design mudou com o passar do tempo.

#### Origens
A empresa começou provedor de serviços, onde entre outras coisas regularmente lançava pacotes de software para o Softlanding Linux System(hoje descontinuado) e Slackware, imprimia manuais UNIX/Linux e oferecia assistência técnica.
Estes serviços terceirizados tinham inicialmente estas características e foram evoluindo da seguinte maneira:
- Na metade de 1992, Peter MacDonald fundou a SLS, que oferecia a primeira uma das primeiras distribuições a conter um ambiente gráfico e TCP/IP. A empresa remetia um conjunto de 40 disquetes contendo o Slackware para pessoas que queriam obter o Linux.
- O Slackware(mantido por Patrick Volkerding) foi inicialmente baseado no SLS e o SUSE Linux era uma distribuição originalmente traduzida para a língua alemã baseada no Slackware. Em 1994, os scripts de Volkerding foram traduzidos e acompanhavam a distribuição S.u.S.E Linux 1.0, sendo a versão alemã do Slackware desenvolvida em uma colaboração próxima com Volkerding. Os disquetes foram então transformados em CDs.

Para construir a sua base única e diferenciada, o S.u.S.E usou o jurix (descontinuado) como ponto de início. Foi criado por Florian La Roche, que juntou-se ao time do S.u.S.E e começou a desenvolver o YaST, o  instalador e ferramenta de configuração que se tornou o ponto central da distribuição.
Em 1996, a primeira distribuição sobre o nome S.u.S.E Linux foi publicada como S.u.S.E Linux 4.2. A número de versão causou muita discussão, pois deveria ser a versão 1.1, porém foi o início de uma nova distribuição. O número foi intencionalmente escolhido como referência ao número 42 do Guia do Mochileiro das Galáxias de Douglas Adams, a "resposta da grande questão sobre o a vida, o universo e tudo". A primeira versão do YaST foi a de 0.42, também em referência a tal número.

## Produtos SUSE Linux
O SUSE Linux está disponível em duas edições diferentes:

### openSUSE Linux
A distribuição Linux openSUSE é a edição gratuita mantida pela comunidade e organizada pelo openSUSE Project.

### SUSE Enterprise Linux
O SUSE Linux Enterprise é a linha de distribuições Linux comercializada pela SUSE para empresas. Tem suporte empresarial e licenças pagas.
- SUSE Enterprise Linux Desktop: É uma distribuição Linux comercializada pela SUSE para computadores de mesa empresariais.

- SUSE Linux Enterprise Server: É a distribuição Linux comercializada pela SUSE para servidores.

## Usos

### Empresas
- Novell
- Sun Microsystems
- IBM
- Fujitsu
- SGI
- HP

### Computadores
- Altamira
- LaPalma
- Magerit
- MareNostrum
- Picasso
- CesarAugusta
- Tirant
- HP 2133 Mini-Note